# Black Isle Studios
Black Isle Studios was een Amerikaanse ontwikkelaar van computerspellen en onderdeel van Interplay Entertainment. Black Isle ontwikkelde voornamelijk rollenspellen (RPG's) en publiceerde daarbij ook enkele speltitels van andere ontwikkelaars.

## Beschrijving
Black Isle werd opgericht in 1996 door Feargus Urquhart en werd in 1998 hernoemd naar Black Isle Studios. De naam is afkomstig van Black Isle, een schiereiland in het Verenigd Koninkrijk. De spelontwikkelaar is bekend geworden om haar eerste twee spellen in de succesvolle Fallout-serie, evenals het alom geprezen Planescape: Torment. De studio behaalde ook succes met de rollenspellen Icewind Dale en Baldur's Gate.
Na het faillissement van moederbedrijf Interplay, werd de ontwikkelstudio eind 2003 gesloten. Na het uiteenvallen van de studio richtten de medewerkers vervolgens Obsidian Entertainment op in datzelfde jaar.
In 2012 werd de handelsnaam door Interplay nieuw leven ingeblazen, in een poging om nieuwe rollenspellen uit te brengen. Dit mislukte en Black Isle verdween wederom van het toneel. Alle bronnen en intellectuele eigendommen werden verkocht in 2016.

## Lijst van spellen

### Als ontwikkelaar
- Fallout (1997)
- Fallout 2 (1998)
- Planescape: Torment (1999)
- Icewind Dale (2000)
  - Icewind Dale: Heart of Winter (2001)
  - Icewind Dale: Heart of Winter - Trials of the Luremaster (2001)
- Icewind Dale II (2002)
- Baldur's Gate: Dark Alliance II (2004)

### Als uitgever
- Baldur's Gate (1998)
- Baldur's Gate: Tales of the Sword Coast (1999)
- Baldur's Gate II: Shadows of Amn (2000)
- Baldur's Gate II: Throne of Bhaal (2001)
- Lionheart: Legacy of the Crusader (2003)